# Everyone Nose (All the Girls Standing in the Line for the Bathroom)
"Everyone Nose (All the Girls Standing in the Line for the Bathroom)" é uma canção escrita por Chad Hugo e Pharrell Williams, gravada pela banda N.E.R.D.
É o primeiro single do terceiro álbum de estúdio lançado a 6 de Junho de 2008, Seeing Sounds.

## Paradas
| Parada                         | Posições |
| ------------------------------ | -------- |
| Reino Unido - UK Singles Chart | 41       |